# جيري يبرش
جيري يبرش (بالإنجليزية: Jerry Burch)‏ هو لاعب كرة قدم أمريكية أمريكي، ولد في 13 ديسمبر 1939.

## وصلات خارجية
- جيري يبرش على موقع مرجع كرة القدم المحترفة.كوم (الإنجليزية)